# Sauðadalshnúkur
Sauðadalshnúkur är ett berg i republiken Island. Det ligger i regionen Suðurland, 21 km sydost om huvudstaden Reykjavík. Toppen på Sauðadalshnúkur är 583 meter över havet.
Trakten runt Sauðadalshnúkur är nära nog obefolkad, med mindre än två invånare per kvadratkilometer. Närmaste större samhälle är Mosfellsbær, omkring 18 kilometer nordväst om Sauðadalshnúkur. Trakten runt Sauðadalshnúkur består i huvudsak av gräsmarker.